# Saint-Pierre-en-Faucigny
Saint-Pierre-en-Faucigny là một xã trong tỉnh Haute-Savoie thuộc vùng Rhône-Alpes đông nam Pháp.